# ویسکی کریک (فلوریدا)
ویسکی کریک (به انگلیسی: Whiskey Creek) یک منطقهٔ مسکونی در ایالات متحده آمریکا است که در شهرستان لی، فلوریدا واقع شده‌است. ویسکی کریک ۴٫۱ کیلومتر مربع مساحت و ۴٬۸۰۶ نفر جمعیت دارد و ۳ متر بالاتر از سطح دریا واقع شده‌است.